# Clara Copponi
Clara Copponi (Aix-en-Provence, 12 gennaio 1999) è una pistard e ciclista su strada francese che corre per il team Lidl-Trek. Specialista dell'endurance su pista, ha vinto sei medaglie mondiali Elite (quattro nell'americana e due nell'inseguimento a squadre) e cinque medaglie europee Elite, tra le quali l'oro nello scratch nell'edizione 2024.

## Palmarès

### Pista
- 2016 (Juniores)

Campionati francesi, Corsa a cronometro Junior
Campionati francesi, Inseguimento individuale Junior
Troféu Internacional de Anadia, Corsa a punti Junior (Anadia)
- 2017 (Juniores)

Le Mans, Scratch
Campionati francesi, Inseguimento individuale Junior
- 2018

Campionati francesi, Inseguimento a squadre (con Laurie Berthon, Valentine Fortin e Marion Borras)
Campionati francesi, Americana (con Laurie Berthon)
- 2019

Fenioux Piste, Americana (con Laurie Berthon)
Tre sere di Pordenone, Americana (con Marion Borras)
Campionati francesi, Omnium
Campionati francesi, Inseguimento a squadre (con Maëva Paret-Peintre, Valentine Fortin e Marion Borras)
Campionati francesi, Americana (con Coralie Demay)
Tre giorni d'Aigle, Americana (con Marie Le Net)
Tre giorni d'Aigle, Omnium
- 2020

Tre giorni d'Aigle, Corsa a eliminazione
- 2021

Sei giorni delle Rose, Americana (con Marie Le Net)
Fenioux Piste, Corsa a punti
Fenioux Piste, Omnium
- 2022

Belgian Track Meeting, Americana (con Marion Borras)
Belgian Track Meeting, Omnium
Tre giorni d'Aigle, Omnium
- 2023

2ª prova Coppa delle Nazioni, Inseguimento a squadre (Il Cairo, con Valentine Fortin, Marion Borras, Marie Le Net e Victoire Berteau)
2ª prova Coppa delle Nazioni, Americana (Il Cairo, con Valentine Fortin)
- 2024

Campionati francesi, Omnium
Campionati francesi, Inseguimento a squadre (con Valentine Fortin, Lara Lallemant e Marie Patouillet)
Campionati europei, Scratch

### Strada
- 2016 (Juniores)

Trofeo Da Moreno - Piccolo Trofeo Alfredo Binda
- 2019 (Bio Frais/FDJ Nouvelle Aquitaine Futuroscope)

Classic Féminine de Vienne Nouvelle-Aquitaine
- 2022 (FDJ Suez Futuroscope, due vittorie)

1ª tappa Women's Tour (Colchester > Bury St Edmunds)
La Choralis Fourmies Féminine
- 2025 (Lidl - Trek, due vittorie)

Schwalbe Women's One Day Classic
GP Mazda Schelkens

## Piazzamenti

### Grandi Giri
- Giro d'Italia

2022: 105ª
- Vuelta a España

2023: 88ª

### Classiche monumento
- Giro delle Fiandre

2023: ritirata
- Parigi-Roubaix

2023: ritirata

### Competizioni mondiali
- Campionati del mondo su pista

Aigle 2016 - Inseguimento a squadre Junior: 3ª
Aigle 2016 - Omnium Junior: 8ª
Montichiari 2017 - Inseguimento a squadre Junior: 3ª
Montichiari 2017 - Inseg. individuale Junior: 10ª
Montichiari 2017 - Omnium Junior: 4ª
Pruszków 2019 - Inseguimento a squadre: 9ª
Pruszków 2019 - Americana: 10ª
Berlino 2020 - Inseguimento a squadre: 9ª
Berlino 2020 - Omnium: 15ª
Berlino 2020 - Americana: 2ª
Roubaix 2021 - Omnium: 4ª
Roubaix 2021 - Americana: 2ª
St. Quentin-en-Yv. 2022 - Inseg. a squadre: 3ª
St. Quentin-en-Yv. 2022 - Omnium: 8ª
St. Quentin-en-Yv. 2022 - Americana: 2ª
Glasgow 2023 - Inseguimento a squadre: 3ª
Glasgow 2023 - Scratch: 5ª
Grenchen 2023 - Americana: 3ª
- Campionati del mondo su strada

Doha 2016 - Cronometro Junior: 23ª
Doha 2016 - In linea Junior: 21ª
Bergen 2017 - In linea Junior: 7ª
Fiandre 2021 - Staffetta mista: 9ª
Glasgow 2023 - In linea Elite: ritirata
- Giochi olimpici

Tokyo 2020 - Inseguimento a squadre: 7ª
Tokyo 2020 - Americana: 5ª
Tokyo 2020 - Omnium: 8ª
Parigi 2024 - Inseguimento a squadre: 5ª
Parigi 2024 - Americana: 5ª

### Competizioni continentali
- Campionati europei su pista

Glasgow 2018 - Scratch: 7ª
Glasgow 2018 - Corsa a eliminazione: 8ª
Aigle 2018 - Corsa a eliminazione Under-23: 2ª
Aigle 2018 - Omnium Under-23: 9ª
Gand 2019 - Inseguimento a squadre Under-23: 2ª
Gand 2019 - Omnium Under-23: 2ª
Gand 2019 - Americana Under-23: 4ª
Apeldoorn 2019 - Inseguimento a squadre: 4ª
Apeldoorn 2019 - Omnium: 7ª
Apeldoorn 2019 - Americana: 5ª
Monaco di Baviera 2022 - Inseguimento a squadre: 3ª
Monaco di Baviera 2022 - Omnium: 2ª
Monaco di Baviera 2022 - Americana: 2ª
Grenchen 2023 - Inseguimento a squadre: 4ª
Grenchen 2023 - Scratch: 10ª
Grenchen 2023 - Americana: 2ª
Grenchen 2023 - Omnium: 6ª
Apeldoorn 2024 - Inseguimento a squadre: 7ª
Apeldoorn 2024 - Scratch: vincitrice
Apeldoorn 2024 - Corsa a punti: 7ª
- Campionati europei su strada

Alkmaar 2019 - In linea Under-23: 7ª
Plouay 2020 - In linea Under-23: 59ª
Limburgo 2024 - In linea Elite: 4ª